# Iudkinski
Iudkinski (en rus: Юдкинский) és un poble (un khútor) de l'óblast de Volgograd, a Rússia, segons el cens del 2010 no tenia cap habitant.